# Lienardia marchei
Lienardia marchei é uma espécie de gastrópode do gênero Lienardia, pertencente a família Clathurellidae.